# Iciligorgia koellikeri
Iciligorgia koellikeri is een zachte koraalsoort uit de familie Anthothelidae. De koraalsoort komt uit het geslacht Iciligorgia. Iciligorgia koellikeri werd in 1878 voor het eerst wetenschappelijk beschreven door Studer. 